# オ・スンウォン
オ・スンウォン（ハングル表記：오승원、1983年12月16日 - ）は、大韓民国の韓国放送公社 (KBS) 所属のアナウンサー。ソウル市で生まれた。慶熙大学校言論情報学科を卒業した。2010年にKBSの第37期公開採用でアナウンサーとして採用され入局した。『挑戦! ゴールデンベル』、『영화가 좋다』（仮訳：映画は良い）、『生き生き情報』などの番組で司会を務めた。他に2018年にKBS2で放送されたドラマ『{会社行きたくない』に、劇の途中で社内の事故・事件を分析・解説するオ・スンウォン役で出演し、意欲的な形式による作品の一翼を担った。